# 엘리너 홈
엘리너 G. 홈(Eleanor G. Holm, 1913년 12월 16일 ~ 2004년 1월 31일)은 미국의 수영 선수이다. 올림픽 챔피언이면서, 1936년 베를린 올림픽로 향하는 대서양 횡단선에서 열린 칵테일 파티에 참석 후 경기에 출전 정지를 당한 것으로 가장 잘 알려졌다. 그녀는 배우, 가수, 사교계 명사 등으로 전향하면서 헐리우드 타잔 영화중 하나인 《타잔의 복수》(1938)에 제인 역으로 출연했다.

## 인물

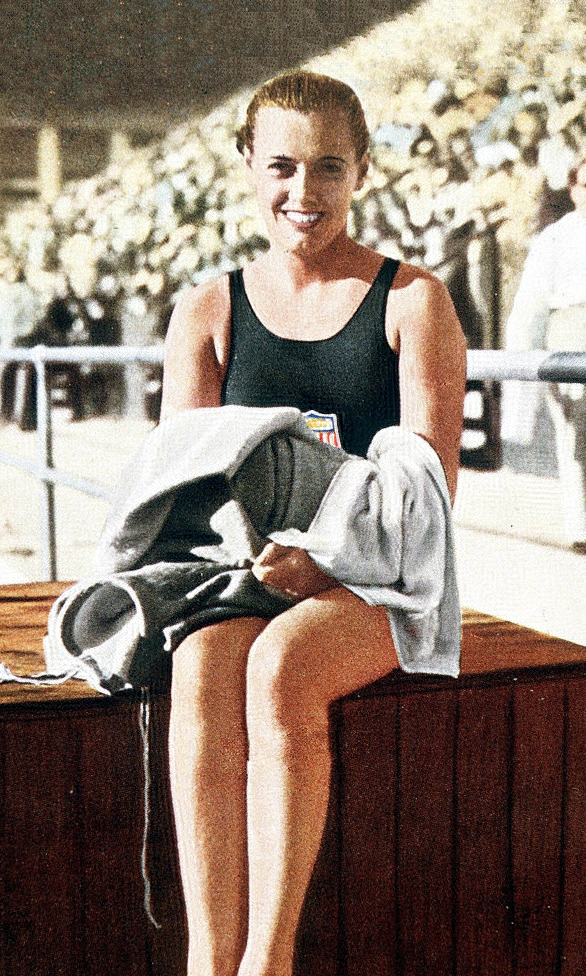
1932년 올림픽에 출전한 엘리너 홈

뉴욕 브루클린에서 소방관의 딸로 태어나 아주 어린 나이에 수영을 배웠다. 13세 때에 자신의 첫 국내 타이틀을 우승하여 1928년 암스테르담 올림픽에 참가하는 데 뽑혔다. 거기서 100m 배영 5위를 하였으며, 그녀는 다른 수영 종목들에서도 재능을 보인면서 몇몇의 330 야드 개인혼영 국내 타이틀을 우승하였다.
1932년 로스앤젤레스 올림픽 100m 배영 결승전에서 전직 챔피언 마리 브라운은 벌래에 불려 몰수되고 홈은 우승을 거두었다. 같은 해 웨스턴 영화 광고인 협회의 14명의 여자들 중의 하나로서 선정되기도 하였다.
이듬해 9월 2일 고등학교 동창생 아트 재릿과 결혼하였다. 베를린 올림픽 참가 선수로 뽑힌 홈은 불행하게도 팀 의사에 의하여 배에서 열린 술마시는 파티에서 혼수상태에 빠진 것으로 발견되었다. 〈하계 올림픽 완성서〉의 저자 데이비드 왈레친스키에 의하면, 올림픽 팀 의사가 그녀는 심한 알콜 중독에 걸렸다고 보고했으나 그녀는 부인하였다고 한다.
당시 팀 리더 에이버리 브런디지가 그녀를 출전 정지시켰다. 최소한 4개의 영화에 출연하려는 목적에 불구하고, 단 하나의 영화 《타잔의 복수》(1938)에 출연하였다.
1938년 재릿과 이혼하고, 흥행 감독 빌 로즈(1954년 이혼)와 재혼하였다.
90세의 나이로 마이애미에서 신장병으로 사망하였다.

## 같이 보기
- 올림픽 수영 여자 메달리스트 목록